# Stín (fotografie)

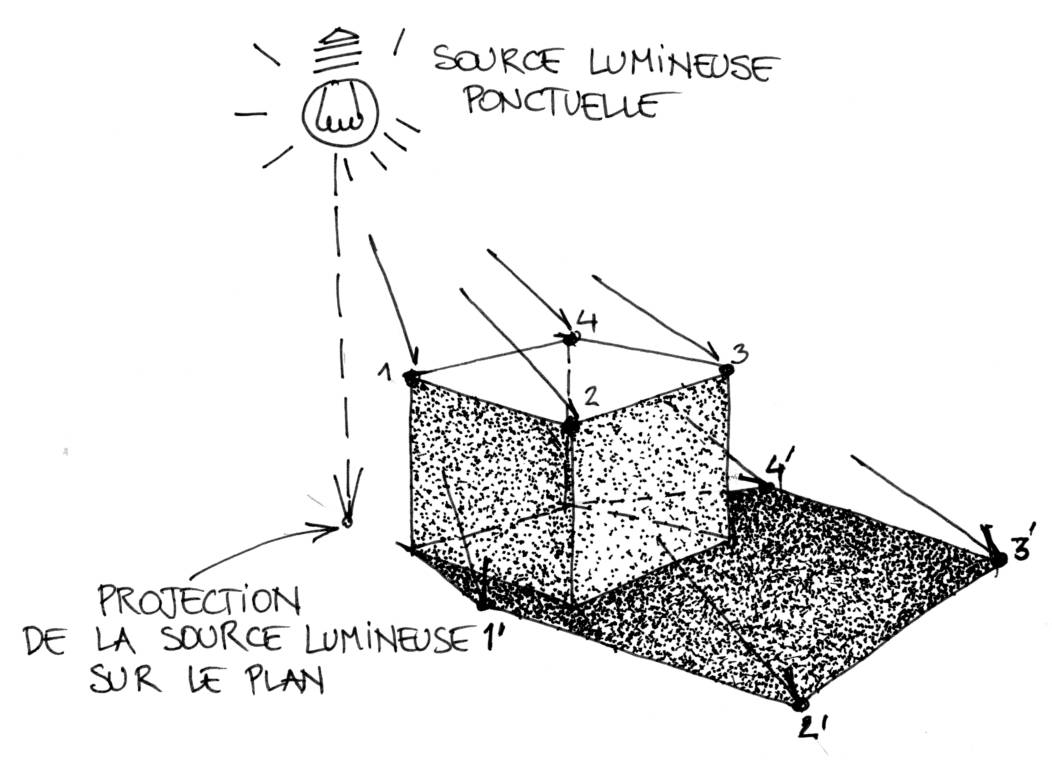
Stín vlastní a vržený

Stín je element šerosvitu – neosvětlený nebo špatně osvětlený prostor objektu. Stín na odvrácené straně objektu se nazývá vlastní stín a stín vržený na ostatní plochy se nazývá vržený stín. Vznik stínů je důsledek přímočarého šíření světla.
- směr
- charakter
- velikost
- hloubka

## Praxe

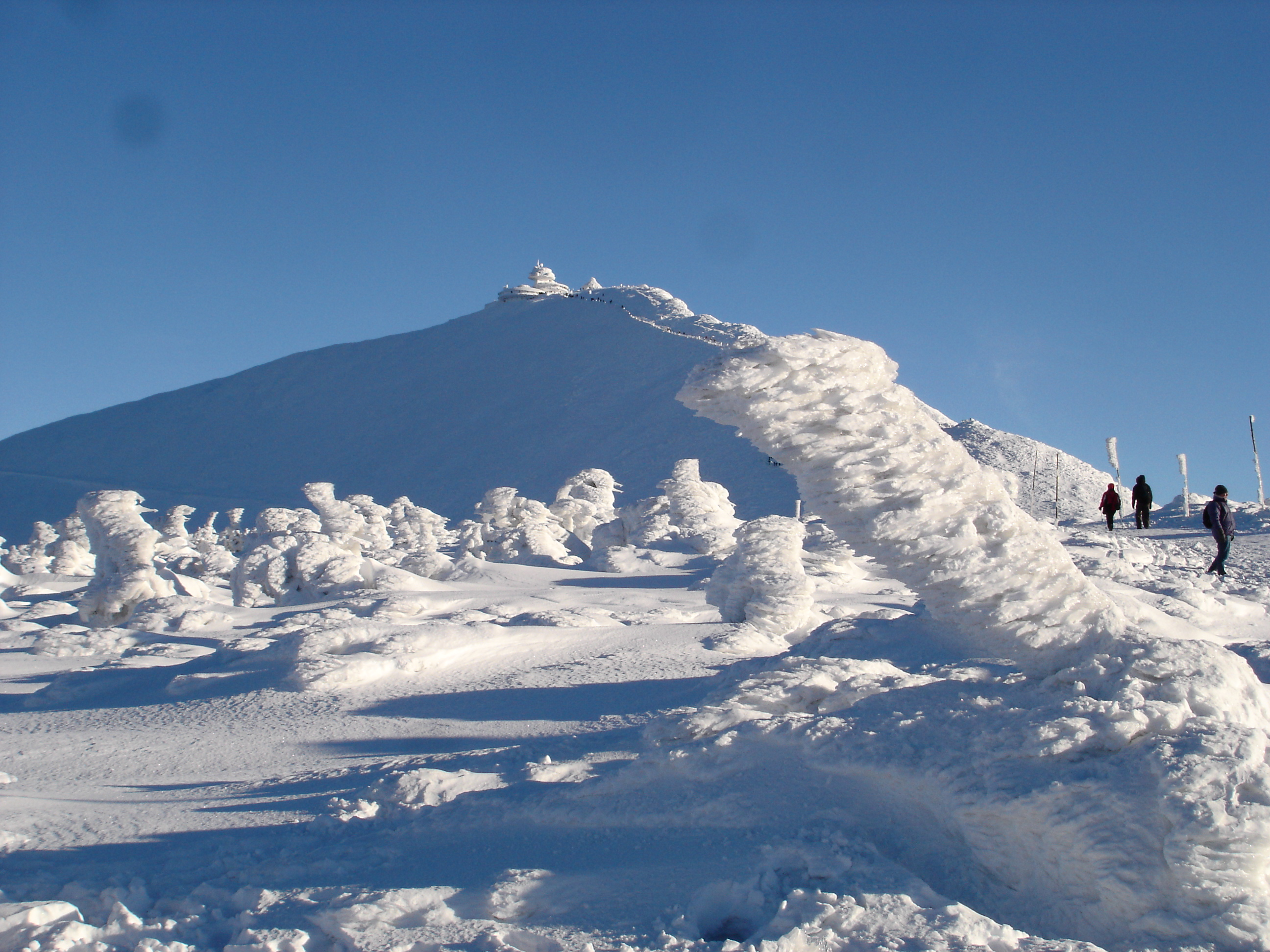
Krajinářská fotografie Sněžky s ostrým bočním světlem tvořícím stíny

- Směrové světlo – světlo, které objekt výrazně osvětluje, v místech kam nedopadá je stín. V některých případech tvoří v osvětlených místech přeexponovaná místa („přepaly“) a ve tmavých podexponované plochy. Směrové světlo osvětluje pouze místa, která jsou směrem ke světelnému zdroji, zbytek jeho povrchu je ve stínu.

- Rozptýlené světlo rovnoměrně a stejně osvětluje povrch celého objektu, takže nevznikají žádné tvrdé stíny, odrazy nebo reflexy.

Poklesem celkové intenzity osvětlení se mění poměr mezi jasem světla a stínu: světlo klesá rychleji než tmavnou stíny. To je způsobené tím, že některé stíny jsou osvícené rozptýleným světlem. Znamená to, že poklesem celkového světla se sníží kontrast scény. Kontrast na poledním ostrém Slunci je tedy větší než kontrast při zatažené ranní obloze.
Druh osvětlení má vliv na povahu stínu a charakter reliéfu. Při tvrdém světle jsou hranice stínu velmi přesně a ostře definovány a reliéf objektu je zvýrazněn – všechny nerovnosti se zdají hlubší. Mírné osvětlení rozostří kontury stínů a znevýrazní povrchový reliéf objektů. Měkké osvětlení tento účinek ještě zmenší.
Je-li světelný zdroj blízko k osvětlenému objektu, jsou stíny kónické a přesně definované. Jestliže světlo pochází ze dvou světelných zdrojů a navzájem se kříží, ve výsledku dávají stín a polostín které kontrast obrazu zmírní.
Krajinářská fotografie zimní krajiny je umocněna dobrým bočním světlem nebo protisvětlem. Pokud čerstvý sníh osvítí přímé Slunce, vytvoří dobře vypadající kontrastní stíny.

## Fotografická interpretace

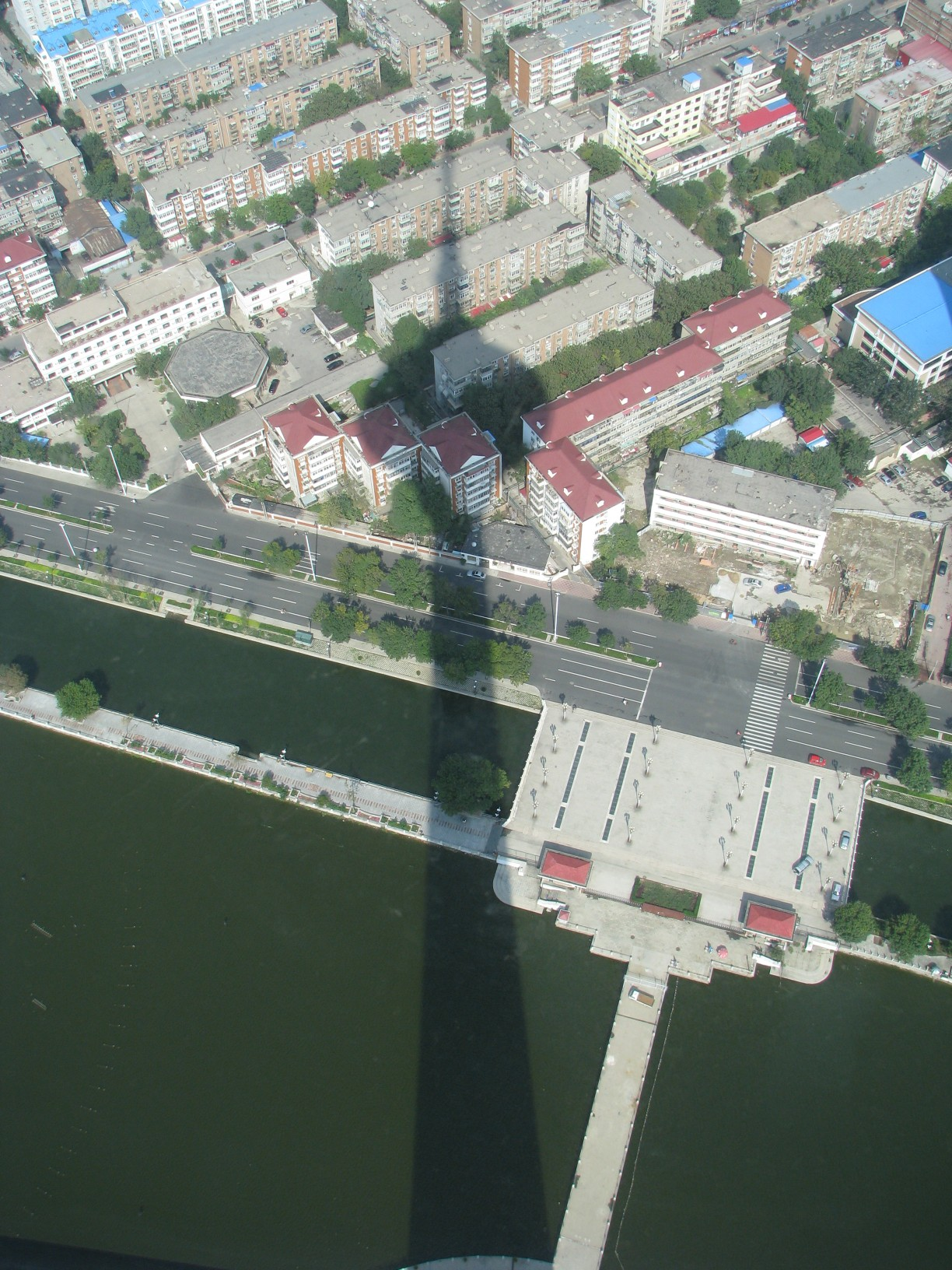
Pohled z televizní věže, Tianjin, fotografie ze vzduchu

K zásadám interpretace obrazu patří stín mezi nejzákladnější elementární obrazové prvky spolu s polohou, velikostí, tvarem, odstínem, barvou, strukturou nebo vzorkem. Jedná se o běžně používané analýzy při interpretaci leteckých fotografii nebo analýzu obrazu. Dobře vyškolený interpret dokáže ze základních prvků při analýze získat mnoho cenných informací. Avšak i začátečník může jemu neznámý objekt, s ohledem na tyto prvky analyzovat jeho význam ve vztahu k jiným objektům nebo jevům na fotografii nebo obrázku.
Snímkováním nebo pozorováním pro účely fotografické interpretace při velmi šikmém slunečním světle jsou například při letecké archeologii odhalovány stíny, které indikují mírné vyvýšeniny terénu a tudíž relikty zaniklého osídlení.
Prakticky všechny dálkově pořizované snímky jsou shromažďovány do 2 hodin od slunečního poledne, aby se zabránilo rozšíření stínů na obrázku nebo fotografii. To proto, že stíny mohou zakrýt další předměty, které by jinak mohly být identifikovány. Na druhou stranu, může být stín objektu klíčem k identitě jiného objektu. Vezměme si například Washingtonův památník ve Washingtonu. Při jeho sledování shora může být obtížné rozeznat tvar pomníku, ale s bočním stínem se tento proces stane mnohem jednodušším. Dobrou praxí je orientovat fotografie tak, aby stíny směřovaly k interpretrovi. Pseudoskopický efekt se dosáhne v případě, kdy je stín orientován směrem od pozorovatele. Ten způsobí, že se nízké body jeví jako vysoké a vysoké body jako nízké.

## Odrazná deska
Pro kontrolu vržených stínů se používá odrazná deska, což je v podstatě je rovinný reflektor. Používá se ve studiovém osvětlení nebo při fotografování v exteriéru ke směrování světla na daný předmět nebo scénu. Nejvíce se využívá pro kontrolu kontrastu při umělém i přírodním osvětlení, jako doplňkové světlo (anglicky „fill light“) a jeho cílem je vykrývat stinné partie snímku. V tomto případě světlo se z hlavního světla odráží zpět do scény s různým stupněm přesnosti a intenzity v závislosti na zvolené odrazné ploše a jejím umístění ve vztahu ke scéně.

## Bezestínový box

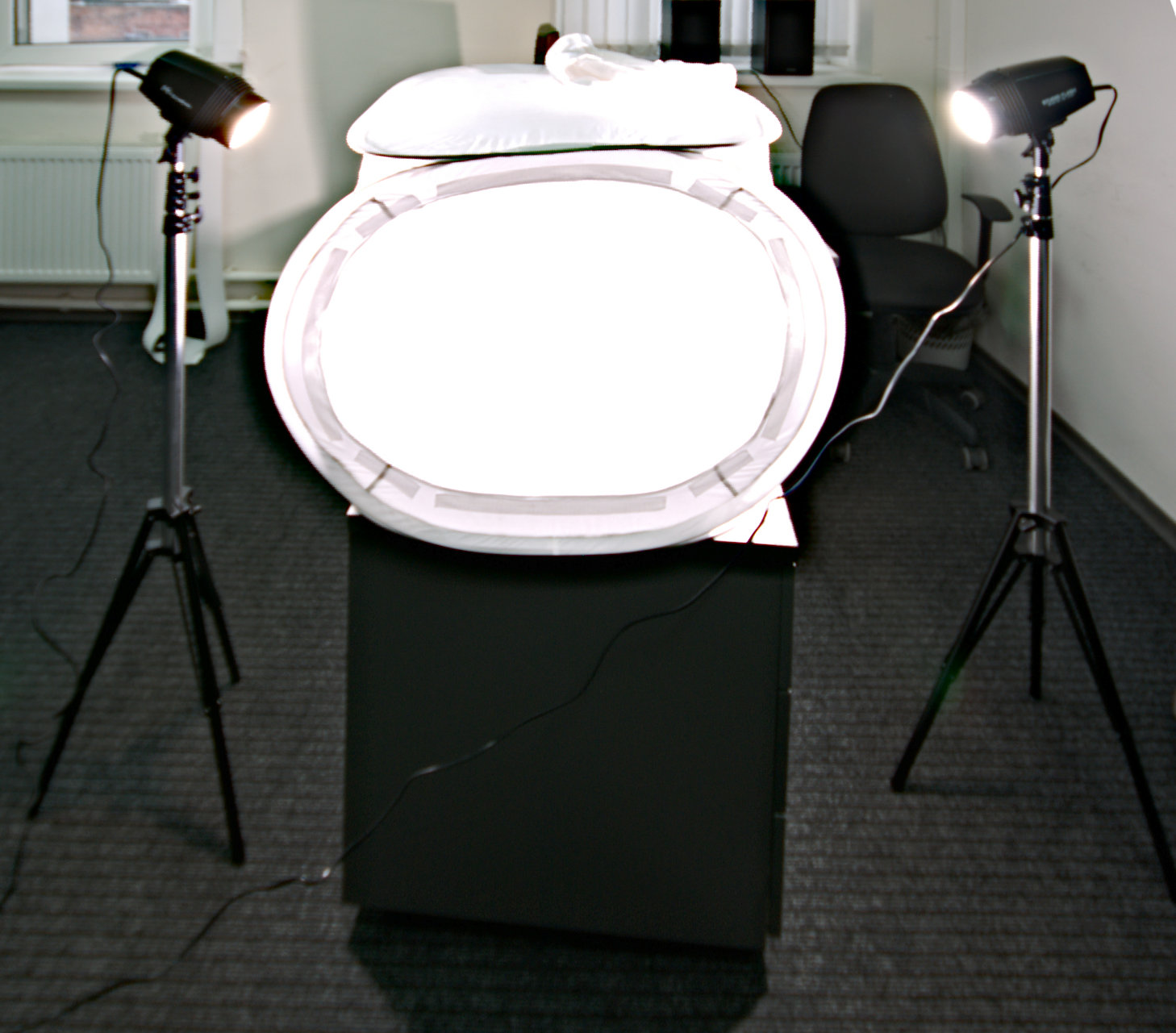
Bezestínový box v praxi

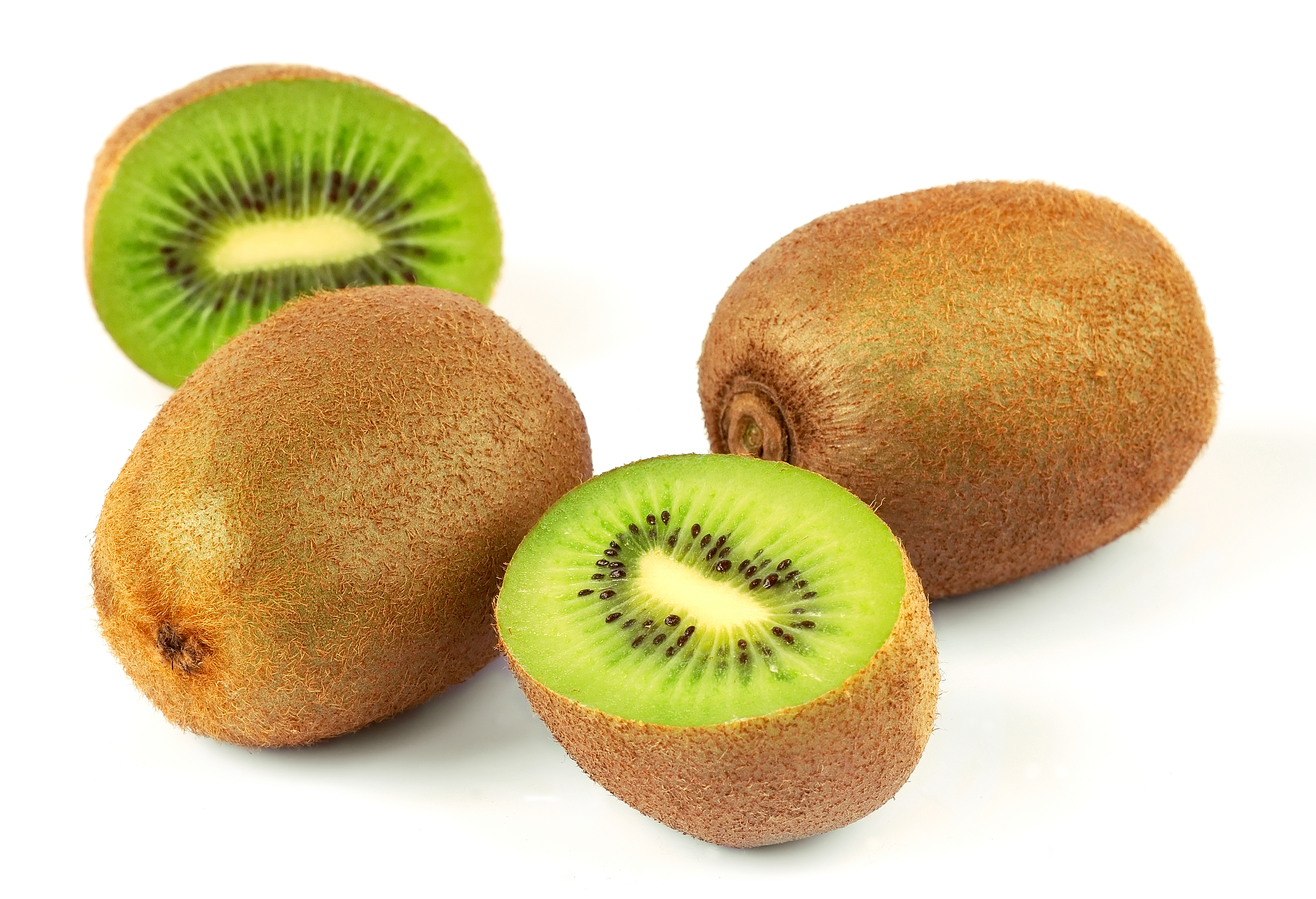
Výsledná fotografie bez stínů

Bezestínový box je zařízení pro fotografické snímání objektů bez stínů v dokonale rozptýleném světle. Použití světelných stanů umožňuje obejít se bez příslušenství, jako jsou například softbox, deštníky a speciální objektivy. Hlavní výhodou lightboxu je nejen absence stínů, ale také potlačení odlesků na fotografovaných objektech.
Existují boxy s různou barvou pozadí – například bílé, černé, modré nebo červené a také různých velikostí od třiceti do 150 cm. Využívají se například v reklamní nebo potravinářské fotografii.